# Casablanca Finance City

Estación de tranvía, Centro Financiero.

Casablanca Finance City (en árabe: القطب المالي للدار البيضاء) (CFC) es un centro económico y financiero de la ciudad de Casablanca, Marruecos. Ocupa el puesto como el primer centro financiero del continente africano según el ranking GFCI. 
Casablanca Finance City aspira a convertirse en una plataforma puente entre el norte y el sur, buscando atraer y alentar a instituciones e inversores internacionales a invertir y operar en África del Norte, Occidental y Central y a elegir a Casablanca como puerta de entrada para acceder a esta región. CFC tiene la intención de construir un ecosistema integral que evolucione en torno a tres categorías comerciales: empresas financieras, proveedores de servicios profesionales y sedes regionales o internacionales de multinacionales.

## Casablanca Finance City Authority (CFCA)
La CFCA, anteriormente Marruecos Financial Board (MFBoard), es una sociedad anónima de derecho privado, encabezada por Said Ibrahimi, nacida de una iniciativa público-privada destinada a hacer de Casablanca un centro financiero regional en África. El MFBoard se creó en julio de 2010 con una mesa redonda representativa del panorama financiero del Reino, incluido el Bank Al-Maghrib, la Bolsa de Valores de Casablanca y la Caisse de Dépôt et de Gestion.
La Ley 44-10 relativa al estatus de CFC promulgada en diciembre de 2010 la responsabilizó de la gestión general y la promoción institucional de la "Ciudad Financiera de Casablanca". El decreto de implementación de dicha ley creó la comisión CFC, encargada de otorgar dicho estatus, e instruyó a la CFCA a proporcionar la secretaría de esta comisión.
Las empresas establecidas en la ciudad financiera de Casablanca se benefician de interesantes ventajas fiscales que se apartan del régimen de derecho consuetudinario, tales como:
- Una exención de impuestos (impuesto de sociedades) durante 5 años.
- Tributación al tipo fijo reducido del 15% más allá de este período.

## Asociaciones estratégicas
El centro financiero se asoció con Singapore Cooperation Enterprise (2011), Luxembourg For Finance (2012), TheCityUK (2012) y Paris Europlace (2013). La estrategia de desarrollo de asociaciones de CFC tiene en cuenta dos dimensiones importantes: la diversificación geográfica de las asociaciones, así como la diversificación de los ejes estratégicos de cooperación.

## Rankings internacionales
CFC se unió al prestigioso Índice de Centros Financieros Globales (GFCI) en 2014 al ocupar el puesto 62 como centro financiero mundial. En marzo de 2015, CFC ocupó el puesto 42 según el mismo índice, ganando 20 lugares en un año y ocupando el segundo lugar en el continente, detrás de Johannesburgo, un año después, el 4 de abril de 2016, el centro financiero de Casablanca destronó a su homólogo sudafricano y ascendió al primer puesto africano y al puesto 33 en el mundo. En 2019, Casablanca Finance City ocupó el puesto 22 en el informe GFCI, después de ocupar el puesto 28 el año anterior.